# Shoguna
Shoguna es un género de coleóptero de la familia Monotomidae.

## Especies
Las especies de este género son:
- Shoguna chlorotica
- Shoguna feae
- Shoguna longiceps
- Shoguna rufotestacea
- Shoguna sicardi
- Shoguna striata
- Shoguna termitiformis